# لیوبوف گالکینا
لیوبوف گالکینا (روسی: Любовь Галкина؛ زادهٔ ۱۵ مارس ۱۹۷۳) تیرانداز اهل روسیه بود.
وی در مسابقات کشوری و بین‌المللی در مجموع برندهٔ ۹ مدال طلا، ۵ مدال نقره، ۷ مدال برنز شده‌است.